# Yongshang
Yongshang (kinesiska: 永商镇, 永商) är en köping i Kina. Den ligger i provinsen Sichuan, i den sydvästra delen av landet, omkring 38 kilometer sydväst om provinshuvudstaden Chengdu. Antalet invånare är 18 762. Befolkningen består av 9 242 kvinnor och 9 520 män. Barn under 15 år utgör 11,0 %, vuxna 15-64 år 75 %, och äldre över 65 år 12,0 %.
Genomsnittlig årsnederbörd är 1 367 millimeter. Den regnigaste månaden är juli, med i genomsnitt 383 mm nederbörd, och den torraste är januari, med 12 mm nederbörd.